# Berthelming
Berthelming település Franciaországban, Moselle megyében. Lakosainak száma 508 fő (2022. január 1.). Berthelming Bettborn, Gosselming, Mittersheim, Romelfing és Saint-Jean-de-Bassel községekkel határos.

## Népesség
A település népességének változása:
| Lakosok száma | 587  | 568  | 501  | 526  | 506  | 506  | 511  | 514  | 512  | 508  |
|               | 1968 | 1982 | 1990 | 2006 | 2013 | 2015 | 2017 | 2019 | 2020 | 2022 |